# Cristian Fiél
Cristian Fiél (Esslingen am Neckar, 12 marzo 1980) è un allenatore di calcio ed ex calciatore tedesco di origini spagnole, di ruolo centrocampista.